# دانشگاه تونکو عبدالرحمان
دانشگاه تونکو عبدالرحمان (به اختصار UTAR) یک دانشگاه تحقیقاتی خصوصی غیرانتفاعی در مالزی است. این دانشگاه در رتبه‌بندی تایمز در آسیا در سال ۲۰۱۸ در رتبه ۱۰۰ و در رتبه‌بندی دانشگاه‌های جهانی آموزش عالی تایمز در سال ۲۰۲۱ در رتبه ۶۰۰ قرار دارد، در مجموع پس از دانشگاه مالایا در رتبه دوم مالزی قرار می‌گیرد. دانشگاه تونکو عبدالرحمان یکی از دانشگاه‌های برتر فناوری دیجیتال است که توسط شرکت اقتصاد دیجیتال مالزی (MDEC) و شرکت علی‌بابا کلود به رسمیت شناخته است. این دانشگاه همچنین برنده جذاب‌ترین کارفرمایان فارغ‌التحصیل برای کار در سال ۲۰۲۱ توسط جایزه انتخاب فارغ‌التحصیلان (GCA) , شد. برنز (آسیا اقیانوسیه) توسط انجمن حسابداران مدیریت خبره از دیگر افتخارات این دانشگاه است.
دانشگاه تونکو عبدالرحمان در ژوئن ۲۰۰۲ از طریق بنیاد آموزش تونکو عبدالرحمان به عنوان یک سازمان غیرانتفاعی تأسیس شد و در مجموع ۴۱۱ دانش آموز در ژوئن ۲۰۰۲ برای اولین پذیرش آن ثبت نام کردند. از سال ۲۰۱۶، این دانشگاه به ۲۰۴۹۰ دانشجو رسیده‌است. در ابتدا، دانشگاه تنها هشت رشته تحصیلی ارائه می‌کرد، اما اکنون بیش از ۱۱۰ رشته، از جمله برنامه‌های پایه، کارشناسی و همچنین دوره‌های کارشناسی ارشد ارائه می‌کند. در حال حاضر این دانشگاه دارای ۹ دانشکده، ۳ مؤسسه دانشگاهی، ۳ مرکز دانشگاهی، ۳۲ مرکز تحقیقاتی، ۲۹۰ شریک دانشگاهی و ۱۸۳ شریک صنعتی است.